# Clermont (adellijk huis)
Het huis Clermont is een Franse adellijke familie uit de regio Picardië. De dynastie dateerde uit de 10e eeuw en bevatte zowel de vroege graven van Clermont-en-Beauvaisis als verschillende Franse Connétables. Door het huwelijk van graaf Rudolf II van Clermont en Gertrude van Nesle werd de dynastie vermengd met het huis Nesle. Vanaf dan werd de dynastie soms het huis Clermont-Nesle genoemd.

## Geschiedenis van het huis Clermont
De stichters van het huis Clermont zijn enkel bekend bij naam en zijn de vroegst bekende graven van Clermont-en-Beauvaisis:
- Boudewijn I van Clermont (regeerde tot 1023)
- Boudewijn II van Clermont (regeerde van 1023 tot 1042), zoon van Boudewijn I
- Reinoud I van Clermont (regeerde van 1042 tot 1088), schoonzoon van Boudewijn II

Het eerste lid van het huis Clermont over wie er enige informatie bestaat was Hugo I (1030-1101), zoon van Reinoud I. Hugo huwde met Margaretha, dochter van graaf Hilduin IV van Montdidier. Onder hun kinderen bevonden zich onder meer:
- Reinoud II, Hugo's opvolger als graaf van Clermont-en-Beauvaisis (zie onder)
- Ermentrude, die huwde met Hugo d'Avranches, 1ste Earl of Chester. Veel van hun kinderen stierven in 1120 in de White Ship-ramp.
- Adelheid, die huwde met Gilbert Fitz Robert, Lord de Clare. Veel van hun kinderen waren prominent in het 12e-eeuwse Engeland.

Reinoud II, zoon van Hugo, was het volgende prominente lid van het huis Clermont. Hij vocht mee in de Eerste Kruistocht en nam in 1097 deel aan het Beleg van Nicea en de Slag bij Dorylaeum. Hij huwde driemaal: eerst met Adelheid, dochter van graaf Herbert IV van Vermandois. Hun dochter Margaretha huwde eerst met graaf Karel de Goede van Vlaanderen, de enige zoon van koning Knoet IV van Denemarken, en daarna met graaf Hugo II van Saint-Pol. De naam van Reinouds tweede echtgenote is onbekend gebleven. Uit hun huwelijk werden drie prominente kinderen geboren:
- Rudolf I de Rode, Reinouds opvolger als graaf van Clermont-en-Beauvaisis (zie onder)
- Simon I, heer van Ailly-sur-Noye
- Mathilde, die huwde met graaf Alberic III van Dammartin. Zij waren de grootouders van gravin Johanna van Ponthieu, die huwde met koning Ferdinand III van Castilië. Hun dochter Eleonora huwde met koning Eduard I van Engeland. Ze hadden talrijke kinderen, waaronder koning Eduard II van Engeland.

Reinouds derde echtgenote was Clementia, dochter van graaf Reinoud I van Bar. Zij kregen zes kinderen.
Vanaf hier werd het huis Clermont gesplitst in twee zijlinies: de afstammelingen van Rudolf I de Rode en die van Simon I.
Rudolf I de Rode was zowel graaf van Clermont-en-Beauvaisis als Connétable van Frankrijk onder koningen Lodewijk VII en Filips II van Frankrijk. Hij huwde met Alix, dochter van heer Valeriaan III van Breteuil, en hun dochter Catharina huwde met graaf Lodewijk I van Blois, een kleinzoon van koning Lodewijk VII van Frankrijk en Eleonora van Aquitanië. Lodewijk werd iure uxoris graaf van Clermont-en-Beauvaisis. Hun zoon Theobald VI was de laatste van de dynastie van graven van Clermont-en-Beauvaisis, die het graafschap in 1218 verkocht aan de Franse kroon.
Simon I was heer van Ailly-sur-Noye en leefde van 1134 tot 1187. Hij huwde met Mathilde, ook een dochter van heer Valeriaan III van Breteuil. Simon en Mathilde hadden vier kinderen waaronder Rudolf II van Clermont (overleden in 1226). Rudolf II kan beschouwd worden als de stichter van het huis Clermont-Nesle. Hij huwde namelijk met Gertrude, dochter van Jan van Nesle en Elisabeth van Petegem. Jans broer was graaf Cono van Soissons en hun oom was graaf Ivo van Soissons, wat Jan en zijn dochter Gertrude tot leden van het huis Nesle maakte. Rudolf II en Gertrude hadden zes kinderen, waaronder Simon II.
Simon II van Clermont-Nesle (1210-1286), was heer van Ailly, Maulette en Nesle. Hij huwde met Adelheid, dochter van graaf Amalrik VI van Montfort. Ze hadden talrijke kinderen, waaronder:
- Rudolf III (zie onder)
- Simon III, bisschop van Noyon en Beauvais
- Gwijde I, Connétable van Frankrijk
- Philippa, huwde met heer Robert VII Bertrand van Bricquebec. Onder hun kinderen was Robert-Jan Bertrand, baron van Bricquebec, burggraaf van Roncheville en maarschalk van Frankrijk

Rudolf III van Clermont-Nesle was Connétable van Frankrijk en vocht in de Achtste Kruistocht onder koning Lodewijk IX van Frankrijk. Hij huwde met Alix, dochter van Robert van Dreux en burggravin Clemence van Châteaudun.
De nakomelingen van Simon II en Rudolf III zetten het huis Clermont voor vele generaties verder en speelden een belangrijke rol in het laat middeleeuwse Frankrijk.